# コミュニティナース
コミュニティナースとはCommunity Nurse Company株式会社 代表取締役矢田明子が提唱する看護の概念。
コミナスと略されることもある。

## 定義
日常的に街のなかや暮らしのなかに存在して、人々が楽しいと感じたり元気になったりすることを応援する、医療や看護の知識・技術をもった人出典　特定の資格や職業を表すものではなく、地域コミュニティにおける看護のあり方を指す概念であるのが特徴。
『人とつながり、まちを元気にする』コミュニティナースは、職業や資格ではなく実践のあり方であり、「コミュニティナーシング」という看護の実践からヒントを得たコンセプト。地域の人の暮らしの身近な存在として『毎日の嬉しいや楽しい』を一緒につくり、『心と身体の健康と安心』を実現する。その人ならではの専門性を活かしながら、地域の人や異なる専門性を持った人とともに中長期な視点で自由で多様なケアを実践する。
実践の中身や方法はそれぞれの形があり、100人100通りの多様な形で社会にひろがり始めている。出典　

## 既存の職業との違い
コミュニティナースは保健師や社会福祉協議会などと混在されることが多いが、前者が職業や制度であるのに対しコミュニティナースは概念である点が異なる。

## メディア
- 2016年11月13日 サキどり↑地域医療に挑む　コミュニティーナース NHK総合
- 2019年2月10日 ビジネスモデルオリンピア一般社団法人ビジネスモデルイノベーション協会（BMIA）
- 2018年9月27日 新しい“看護”のカタチ。“コミュニティナース”って？ BS朝日 GAME CHANGERS
- 2019年6月4日 「知っていますか？　コミュニティナース」（NHK 視点・論点）
- 2021年4月14日 ソノタネ　～コミュニティナースカンパニー篇～ TSKさんいん中央テレビ
- 2022年2月17日 ICCサミット FUKUOKA 2022 「ソーシャルグッド・カタパルト」

## 論文
- 2021年　The revitalization of “Osekkai”／コロナ禍における日本地方農村部の課題と「おせっかい」をベースとした自主的ソーシャルワークの重要性について
- 2021年　Rural Social Participation through Osekkai during the COVID-19 Pandemic／COVID-19パンデミック時のおせっかいによる地域の社会参加について
- 2022年　A Solution for Loneliness in Rural Populations: The Effects of Osekkai Conferences during the COVID-19 Pandemic